# Loket, Benešov
Loket là một làng thuộc huyện Benešov, vùng Středočeský, Cộng hòa Séc.